# Brianna Throssell
Brianna Throssell (Perth, 10 februari 1996) is een Australische zwemster.

## Carrière
Op de wereldkampioenschappen zwemmen jeugd 2011 in Lima startte Throssell op zes individuele afstanden, de zevende plaats op de 100 meter vrije slag was haar beste prestatie. Op de 4x200 meter vrije slag won ze de bronzen medaille.
Bij haar internationale seniorendebuut, op de wereldkampioenschappen kortebaanzwemmen 2012 in Istanboel, werd de Australische uitgeschakeld in de halve finales van de 50 meter vlinderslag en in de series van zowel de 100 als de 200 meter vlinderslag. Op de 4x100 meter vrije slag veroverde ze samen met Angie Bainbridge, Marieke Guehrer en Sally Foster de zilveren medaille. Samen met Grace Loh, Samantha Marshall en Sally Foster zwom ze in de series van de 4x100 meter wisselslag, in de finale legden Rachel Goh, Sarah Katsoulis, Marieke Guehrer en Angie Bainbridge beslag op de zilveren medaille. Voor haar aandeel in de series van deze estafette ontving Throssell de zilveren medaille.
Tijdens de Olympische Jeugdzomerspelen 2014 in Nanjing behaalde Throssell de bronzen medaille op zowel de 200 meter vrije slag als de 100 en 200 meter vlinderslag. Daarnaast behaalde nog drie bronzen estafette medailles. Op de wereldkampioenschappen kortebaanzwemmen 2014 in Doha eindigde de Australische als zevende op de 200 meter vlinderslag. Daarnaast strandde ze in de series van zowel de 50 meter vrije slag als de 50 en 100 meter vlinderslag. Op de 4x200 meter vrije slag sleepte ze samen met Leah Neale, Madison Wilson en Kylie Palmer de bronzen medaille in de wacht. Samen met Madison Wilson, Leiston Pickett en Bronte Campbell zwom ze in de series van de 4x100 meter wisselslag, in de finale behaalden Wilson en Campbell samen met Sally Hunter en Emily Seebohm de zilveren medaille. Voor haar inspanningen in de series van deze estafette werd Throssell beloond met de zilveren medaille.
In Kazan nam Throssell deel aan de wereldkampioenschappen zwemmen 2015. Op dit toernooi eindigde ze als vierde op de 200 meter vlinderslag, op de 50 meter vlinderslag werd ze uitgeschakeld in de series.

## Internationale toernooien
| Jaar | Olympische Spelen | WK langebaan                            | WK kortebaan | PanPacs       | Gemenebestspelen |
| ---- | ----------------- | --------------------------------------- | --- | ------------- | ---------------- |
| 2012 | geen deelname     |                                         | 15e 50m vlinderslag · 17e 100m vlinderslag · 13e 200m vlinderslag · 4x100m vrije slag · 4x100m wisselslag · Throssell zwom enkel de series                     |               |                  |
| 2013 |                   | geen deelname                           | |               |                  |
| 2014 |                   |                                         | 43e 50m vrije slag · 22e 50m vlinderslag · 19e 100m vlinderslag · 7e 200m vlinderslag · 4x200m vrije slag · 4x100m wisselslag · Throssell zwom enkel de series | geen deelname | geen deelname    |
| 2015 |                   | 26e 50m vlinderslag 4e 200m vlinderslag | |               |                  |
| 2016 | 5-21 augustus     |                                         | 6-11 december |               |                  |

## Persoonlijke records
Bijgewerkt tot en met 10 april 2016
Kortebaan
| Afstand          | Tijd    | Datum             | Plaats   |
| ---------------- | ------- | ----------------- | -------- |
| 100m vrije slag  | 54,32   | 13 september 2012 | Perth    |
| 200m vrije slag  | 1.57,27 | 9 november 2014   | Adelaide |
| 400m vrije slag  | 4.02,28 | 27 november 2015  | Sydney   |
| 100m vlinderslag | 58,14   | 8 november 2014   | Adelaide |
| 200m vlinderslag | 2.03,25 | 28 november 2015  | Sydney   |

Langebaan
| Afstand          | Tijd    | Datum            | Plaats   |
| ---------------- | ------- | ---------------- | -------- |
| 100m vrije slag  | 55,38   | 9 april 2012     | Brisbane |
| 200m vrije slag  | 1.58,57 | 20 augustus 2014 | Nanjing  |
| 400m vrije slag  | 4.15,57 | 20 april 2011    | Adelaide |
| 100m vlinderslag | 58,07   | 7 april 2016     | Adelaide |
| 200m vlinderslag | 2.06,58 | 10 april 2016    | Adelaide |